# José Antonio Da Conceição Ferreira
José Antonio Da Conceição Ferreira (ur. 20 czerwca 1970 w Caracas) – wenezuelski duchowny katolicki, biskup Puerto Cabello od 2024.

## Życiorys
25 kwietnia 1998 otrzymał święcenia kapłańskie i został inkardynowany do diecezji Los Teques. Był m.in. delegatem biskupim ds. kanonicznych, sekretarzem komisji liturgicznej Konferencji Episkopatu Wenezueli oraz moderatorem kurii. W 2023 wybrany sekretarzem generalnym wenezuelskiej Konferencji Biskupów.
25 marca 2024 papież Franciszek mianował go biskupem diecezji Puerto Cabello. 6 lipca 2024 otrzymał święcenia biskupie. Udzielił mu ich biskup Freddy Jesús Fuenmayor Suárez. Uroczysty ingres do katedry diecezjalnej odbył się 3 sierpnia 2024. 